# Anacrocampsa wagneri
Anacrocampsa wagneri är en insektsart som beskrevs av Young 1968. Anacrocampsa wagneri ingår i släktet Anacrocampsa och familjen dvärgstritar. Inga underarter finns listade i Catalogue of Life.